# Permiani
I Permiani  o Biarmiani sono un ramo dei popoli ugrofinnici, inclusi i Komi e gli Udmurti, che parlano lingue permiche.
Gli antenati dei Permiani abitavano originariamente la terra chiamata Permia che copriva il corso centrale e superiore del fiume Kama. I Permiani si divisero in due gruppi nel IX secolo.
I Komi vennero ad essere dominati dalla Repubblica di Novgorod nel XIII secolo e furono convertiti al Cristianesimo ortodosso nel 1360–1370. Nel 1471–1478 le terre furono conquistate dal Granducato di Mosca che più tardi divenne zarato di Russia. Nel XVIII secolo le autorità russe aprirono le zone meridionali alla colonizzazione e quelle settentrionali divennero un luogo per il confinamento dei prigionieri politici e i criminali.
Gli Udmurti caddero sotto il dominio di Tatari, Orda d'Oro e Khanato di Kazan fino a che la loro terra non venne ceduta alla Russia ed il popolo cristianizzato all'inizio del XVIII secolo.